# Лотон (Оклахома)
Лотон (англ. Lawton) — місто (англ. city) в США, адміністративний центр округу Команчі штату Оклахома. Населення — 90 381 особа (2020). Є культурним та фінансовим центром округу. Знаходиться поряд з великим гранітним родовищем, розвинене бавовняне господарство. У Лотоні розташована штаб-квартира команчів.

## Географія
Лотон розташований за координатами 34°37′1″ пн. ш. 98°25′13″ зх. д. / 34.61694° пн. ш. 98.42028° зх. д. (34.617048, -98.420400).  За даними Бюро перепису населення США в 2010 році місто мало площу 209,88 км², уся площа — суходіл.

### Клімат
| Клімат : Лотон                               | Клімат : Лотон | Клімат : Лотон | Клімат : Лотон | Клімат : Лотон | Клімат : Лотон | Клімат : Лотон | Клімат : Лотон | Клімат : Лотон | Клімат : Лотон | Клімат : Лотон | Клімат : Лотон | Клімат : Лотон | Клімат : Лотон |
| Показник                                     | Січ.           | Лют.           | Бер.           | Квіт.          | Трав.          | Черв.          | Лип.           | Серп.          | Вер.           | Жовт.          | Лист.          | Груд.          | Рік            |
| Абсолютний максимум, °C                      | 29,4           | 36,1           | 36,7           | 37,8           | 45,0           | 45,6           | 45,6           | 48,9           | 43,3           | 40,0           | 36,1           | 31,1           | 48,9           |
| Середній максимум, °C                        | 11,0           | 13,9           | 18,6           | 23,8           | 27,9           | 32,7           | 35,7           | 35,6           | 31,1           | 25,1           | 17,7           | 12,1           | 23,8           |
| Середній мінімум, °C                         | −2,7           | −0,4           | 3,8            | 9,4            | 14,6           | 19,3           | 21,5           | 21,0           | 16,8           | 10,3           | 3,4            | −1,2           | 9,7            |
| Абсолютний мінімум, °C                       | −23,9          | −19,4          | −14,4          | −5,6           | −1,1           | 7,2            | 11,1           | 7,8            | 1,7            | −8,9           | −11,7          | −22,2          | −23,9          |
| Норма опадів, мм                             | 30             | 35             | 51             | 72             | 126            | 96             | 59             | 60             | 82             | 84             | 43             | 39             | 778            |
| Днів з опадами                               | 4,2            | 4,3            | 6,2            | 6,1            | 7,8            | 7,3            | 4,7            | 5,6            | 6,3            | 5,7            | 4,9            | 4,3            | 67,4           |
| Днів зі снігом                               | 0,3            | 0,3            | 0              | 0              | 0              | 0              | 0              | 0              | 0              | 0              | 0              | 0,1            | 0,7            |
| -------------------------------------------- | -------------- | -------------- | -------------- | -------------- | -------------- | -------------- | -------------- | -------------- | -------------- | -------------- | -------------- | -------------- | -------------- |
| Джерело: The Western Regional Climate Center |                |                |                |                |                |                |                |                |                |                |                |                |                |

## Демографія

### Перепис 2010
Згідно з переписом 2010 року, у місті мешкало 96 867 осіб у 34 901 домогосподарстві у складі 22 508 родин. Густота населення становила 462 особи/км².  Було 39409 помешкань (188/км²).
Расовий склад населення:
| - 60,3 % — білих - 21,4 % — чорних або афроамериканців - 4,7 % — корінних американців - 2,6 % — азіатів - 0,6 % — вихідців з тихоокеанських островів - 3,4 % — осіб інших рас |

До двох чи більше рас належало 7,0 %. Частка іспаномовних становила 12,6 % від усіх жителів.
За віковим діапазоном населення розподілялося таким чином: 24,9 % — особи молодші 18 років, 65,7 % — особи у віці 18—64 років, 9,4 % — особи у віці 65 років та старші. Медіана віку мешканця становила 29,7 року. На 100 осіб жіночої статі у місті припадало 108,1 чоловіків;  на 100 жінок у віці від 18 років та старших — 110,0 чоловіків також старших 18 років.
Середній дохід на одне домашнє господарство  становив 55 252 долари США (медіана — 42 493), а середній дохід на одну сім'ю — 62 374 долари (медіана — 50 214). Медіана доходів становила 36 929 доларів для чоловіків та 29 393 долари для жінок. За межею бідності перебувало 19,9 % осіб, у тому числі 27,6 % дітей у віці до 18 років та 11,0 % осіб у віці 65 років та старших.
Цивільне працевлаштоване населення становило 37 004 особи. Основні галузі зайнятості: освіта, охорона здоров'я та соціальна допомога — 21,9 %, роздрібна торгівля — 13,6 %, публічна адміністрація — 12,8 %.

### Перепис 2000
За даними перепису 2000 року налічувалося 92 757 осіб, 31 778 домогосподарств і 22 532 сімей, які проживають у місті. Густота населення становила 476,6 осіб на квадратний кілометр. Расовий склад: 61,34 % біле населення, 23,06 % афроамериканці, 3,81 % корінні американці, 2,46 % азіати, 0,44 % гавайці, 3,96 % інші раси і 4,93 % змішані раси.
Розподіл населення за віком: 27,8 % становлять люди до 18 років, 15,3 % від 18 до 24 років, 31,4 % від 25 до 44 років, 16,3 % від 45 до 64 років і 9,3 %, у віці 65 років та старше. Середній вік становить 29 років. На кожні 100 жінок припадає 108,8 чоловіка. На кожні 100 жінок у віці 18 років та старше налічувалося 110,7 чоловіка.
Середньорічний дохід на домашнє господарство в місті становить $ 32 521, а середній дохід на сім'ю становить $ 37 831. Чоловіки мають середній дохід $ 27 573, тоді як жінки $ 22 623. Дохід на душу населення по місту становить $ 15 397. Близько 14,2 % сімей та 16,3 % населення перебувають за межею бідності, у тому числі 22,2 % з них молодше 18 років і 10,8 % у віці 65 років та старше.

## Міста-побратими
Німеччина, Гюллесхайм